# Павловское кладбище
Па́вловское кла́дбище — кладбище в городе Павловске (Пушкинский район Санкт-Петербурга). Расположено в конце Артиллерийской улицы.
Основное название — Павловское кладбище. Используется также вариант Павловское городское кладбище.
Кладбище было создано не позднее 1790-х годов. Тогда по нему было дано название Кладбищенской дороги (ныне Артиллерийская улица).
Сейчас Павловское кладбище занимает площадь 13,2 гектара между безымянным ручьем, территорией Ленинградской опытной станции и рекой Славянкой.
На территории кладбища есть два объекта культурного наследия:
Могила архитектора А. П. Брюллова (федерального значения);
Могила и надгробие (с часовней) певицы Е. Е. Угетти (1857(8)-1907) (выявленный).
Воинских захоронений на Павловском кладбище нет.